# Riffs
Riffs är ett musikalbum av Status Quo, utgivet 2003. Albumet består av tio covers och fyra nyinspelningar av gamla klassiska Quo-låtar.
Basisten John 'Rhino' Edwards sjunger solo för första gången i Status Quo på låten "Centerfold".
Gruppen hade uttalat att det inte skulle bli fler coveralbum efter Famous in the Last Century men skivbolaget Universal bestämde, det var också en av anledningarna till att bandet senare bytte skivbolag till Sanctuary Records. 

## Låtlista
1. "Caroline" (Francis Rossi/Bob Young) - 4:54
2. "I Fought the Law" (Sonny Curtis) - 3:04
3. "Born to Be Wild" (Mars Bonfire) - 4:31
4. "Takin' Care of Business" (Randy Bachman) - 5:07
5. "Wild One" (Johnny Greenan/Johnny O'Keefe/Dave Owens) - 3:47
6. "On the Road Again" (Floyd Jones/Alan Wilson) - 5:22
7. "Tobacco Road" (John D. Loudermilk) - 2:39
8. "Centerfold" (The J. Geils Band) - 3:48
9. "All Day and All of the Night" (Ray Davies) - 2:28
10. "Don't Bring Me Down" (Jeff Lynne) - 3:57
11. "Junior's Wailing" (Kieran White/Martin Pugh) - 3:28
12. "Pump It Up" (Elvis Costello) - 3:30
13. "Down the Dustpipe" (Carl Groszmann) - 2:21
14. "Whatever You Want" (Andrew Bown/Rick Parfitt) - 4:32
15. "Rockin' All Over the World" (John Fogerty) - 3:56